# Timokles
Timokles (griechisch Τιμοκλῆς Timoklḗs) aus Athen war ein antiker griechischer Komödiendichter. Er lebte im 4. Jahrhundert v. Chr. und zählt zur „Mittleren“ Komödie. Seine Tätigkeit begann vielleicht in den 340er Jahren; sicher ist, dass er 317 v. Chr. noch aktiv war.
Die Komödien, von denen 27 Titel bekannt sind, sind nur in Fragmenten überliefert. Eine Inschrift gibt an, dass Timokles in einem Jahr den Dichter Menander beim Wettstreit an den Lenäen besiegte.
Aus Timokles’ Dionysiázousai stammt ein Fragment, in dem eine Figur vom Nutzen der Tragödie für die Charakterbildung spricht, der den Zuschauern aus der Betrachtung fremden Leids im Theater erwachse. In der Renaissance hat man sich zur moralischen Legitimation der Tragödie häufig auf dieses Fragment bezogen. 

## Ausgaben und Übersetzungen
- John Maxwell Edmonds (Hrsg.): The Fragments of Attic Comedy. Band 2. Brill, Leiden 1959, S. 600–627 (kritische Edition mit englischer Übersetzung)
- Rudolf Kassel, Colin Austin (Hrsg.): Poetae Comici Graeci (PCG). Band 7. De Gruyter, Berlin 1989, ISBN 3-11-012035-6, S. 754–781